# Списокидалка

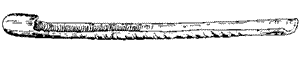
Списокидалка

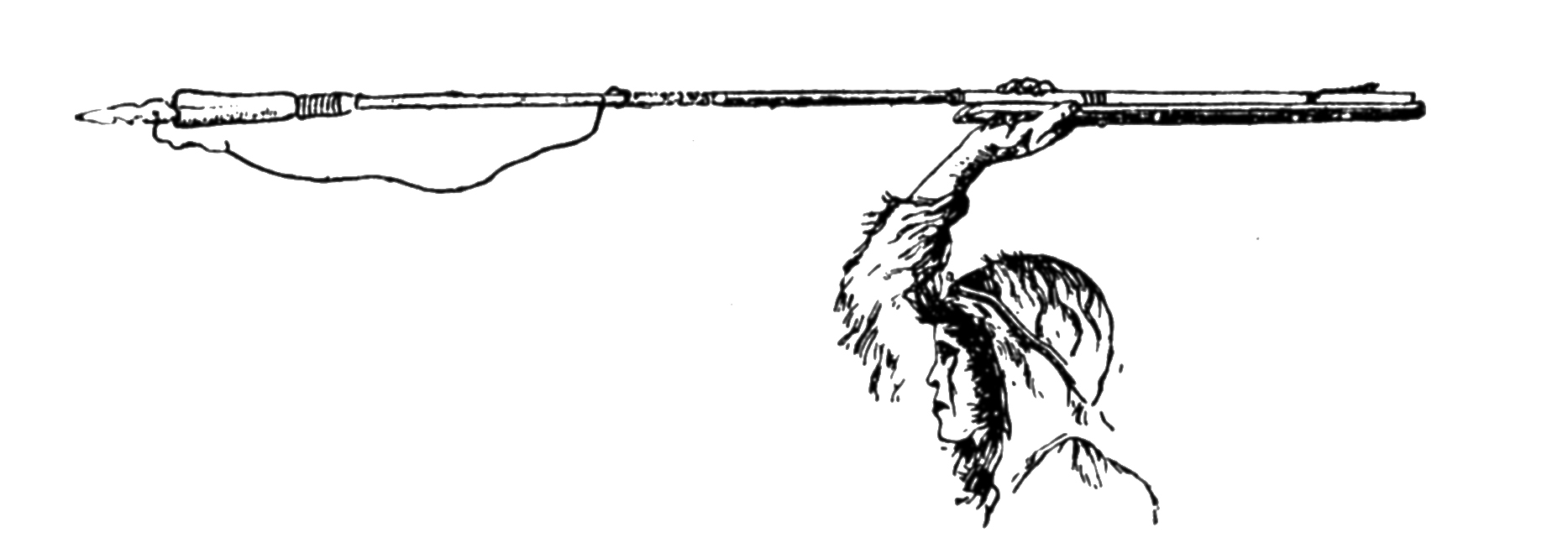
Застосування списокидалки

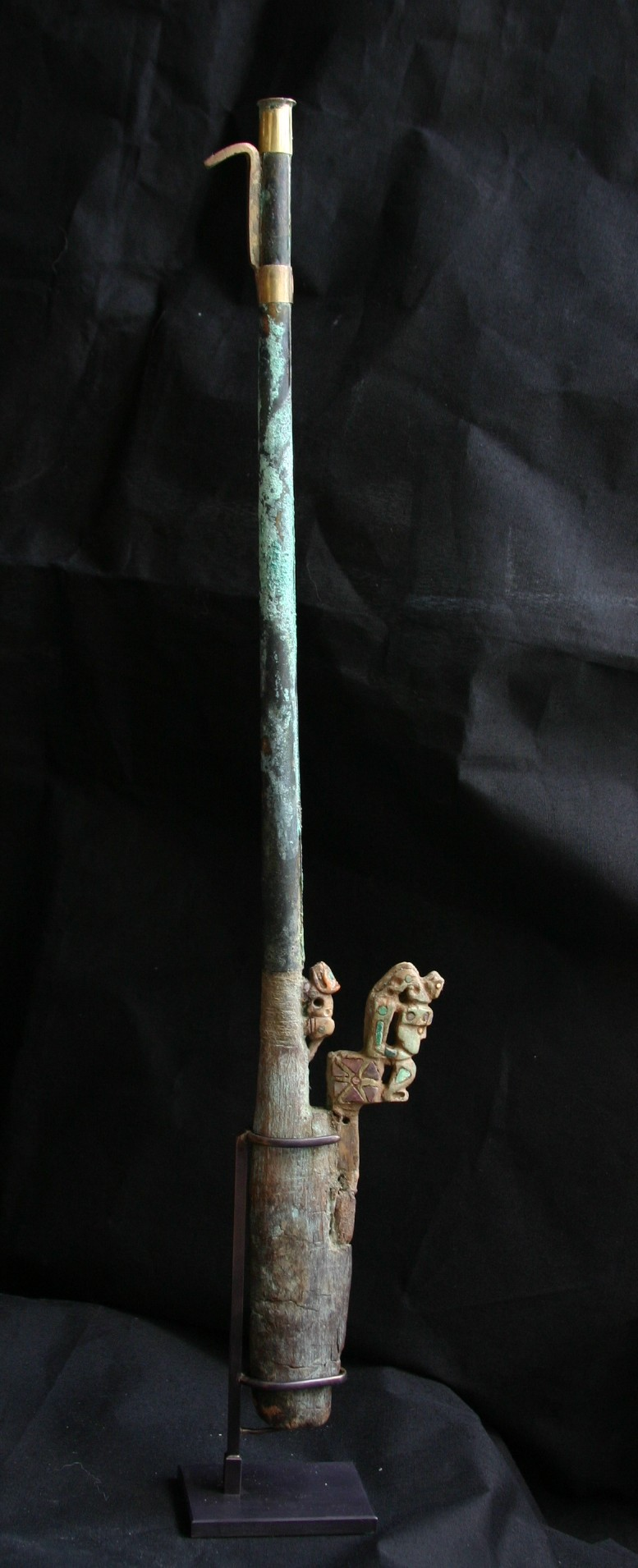
Церемоніальна списокидалка Перу, Lombards Museum

Списокидалка — найдавніше метальне пристосування (можна розглядати як різновид пращі), призначене для кидання легких списів (дротиків), іноді оперених. Метання списа з допомогою списометалки значно збільшувало дальність і силу кидка.
Використовувалася з епохи пізнього палеоліту. Пізніше була поширена серед аборигенів Австралії, у яких відома під різними назвами (вумера, воммера, ваммера, амер, пуртанджа), у папуасів Нової Гвінеї, у прибережних народів північного сходу Азії та Північної Америки, на Сахаліні у нівхів і в різних регіонах Америки (наприклад, «атлатль» в Мексиці). Зазвичай списокидалка — це палиця або дощечка з упором на одному кінці і рукояткою на іншому. Мексиканський атлатль відрізняється двома кільцями — упорами для вказівного і середнього пальців. А в алеутів і ескімосів вони мають досить складну і цілком сучасну ергономічну форму, що забезпечує надійне утримання знаряддя мокрими і сальними руками. Австралійська вумера має форму витягнутого гострого листа розширюється з боків, і має вигнутий поперечний переріз у вигляді літери «v», в улоговинку якої і кладеться дротик.
В Європі пельтастами Стародавньої Греції застосовувалося інше пристосування. Там кожен дротик мав ближче до задньої частини прикріплену ремінну петлю (анкул, месанкул), яка захоплювалася вказівним і середнім пальцями. Коли греки змагалися в метанні по цілі, то вони подібний ремінь закручували навколо древка, але не закріплювали його. Кинутий спис отримував ще і обертальний рух, що підвищувало точність попадання. Закріплений ремінь (аментум) мали і дротики римських велітів. Так само кидають дротики в деяких частинах центральної Африки. Але там ремінь закріплюють по центру древка. У Новій Каледонії коротка пружна шнуркова списокидалка «оунеп» або «ліфу» з острова Легаліті має на одному кінці петлю, а на іншому — вузол. Після кидка вони залишаються в руці.
В даний час мистецтво користування списокидалками відроджено ентузіастами, існує асоціація спортсменів-аматорів, проводяться змагання.